# رود كرايغ
رود كرايغ (بالإنجليزية: Rod Craig)‏ هو لاعب كرة قاعدة أمريكي، ولد في 12 يناير 1958 في لوس أنجلوس في الولايات المتحدة، وتوفي بنفس المكان في 17 أغسطس 2013.

## وصلات خارجية
- رود كرايغ على موقع دوري كرة القاعدة الرئيسي (الإنجليزية)
- رود كرايغ على موقعبيزبول رفرنس.كوم (الدوري الرئيسي) (الإنجليزية)
- رود كرايغ على موقع إي إس بي إن.كوم (أم.أل.بي) (الإنجليزية)
- رود كرايغ على موقع مشجعي الرسوم البيانية (الإنجليزية)